# Зіновать Ліндеманна
Зіновать Ліндеманна (Chamaecytisus lindemannii) — вид квіткових рослин з родини бобових (Fabaceae).

## Біоморфологічна характеристика
Кущ. Рослина 30–60 см з потовщеними, прямими й висхідними гілками, донизу голими, догори запушеними. Листки з запушеними ніжками; до 2 см завдовжки; листочки довгасто зворотно-еліптичні, 1.5–2.5(3.5) см завдовжки й 5–8 мм ушир, з округло-гострою верхівкою, з вістрям на кінці, в молодості з обох сторін (чи тільки знизу) густо-притиснуто-волосисті, пізніше зверху більш-менш голі чи лише розсіяно-волосисті. Квітки в колосоподібно-китицеподібному суцвітті, світло-жовті, сидять по 2 у пазусі листка; чашечка трубчаста, 13–14 мм завдовжки, густо волохатий. Боби лінійно-ланцетні, 3 см завдовжки, 5–6 мм ушир, біло та густо волохато-волосисті.

## Поширення
Поширення: Україна, Росія, Білорусь.